# Uniwersytet w Lejdzie
Uniwersytet w Lejdzie, Uniwersytet Lejdejski (niderl. Universiteit Leiden) – najstarszy uniwersytet holenderski, znajdujący się w Lejdzie. Został założony w 1575 przez Wilhelma I Orańskiego. Związki rodziny królewskiej z uczelnią pozostają silne: studiowały tam królowe Wilhelmina, Juliana i Beatrycze oraz król Wilhelm-Aleksander.
W 1933 na Uniwersytecie w Lejdzie został wygłoszony słynny wykład tamtejszego historyka Johana Huizingi, pt. Granice zabawy i powagi w kulturze, którego tezy rozwinął autor później w pracy Homo ludens (1938). Uniwersytet w Lejdzie uchodzi za jedną z najbardziej prestiżowych i renomowanych uczelni na świecie, zwłaszcza w zakresie nauk humanistycznych.
Aktualnie rektorką uniwersytetu jest profesor Hester Bijl jako pierwsza kobieta, która objęła to stanowisko na Uniwersytecie w Lejdzie.

## Wydziały i programy studiów

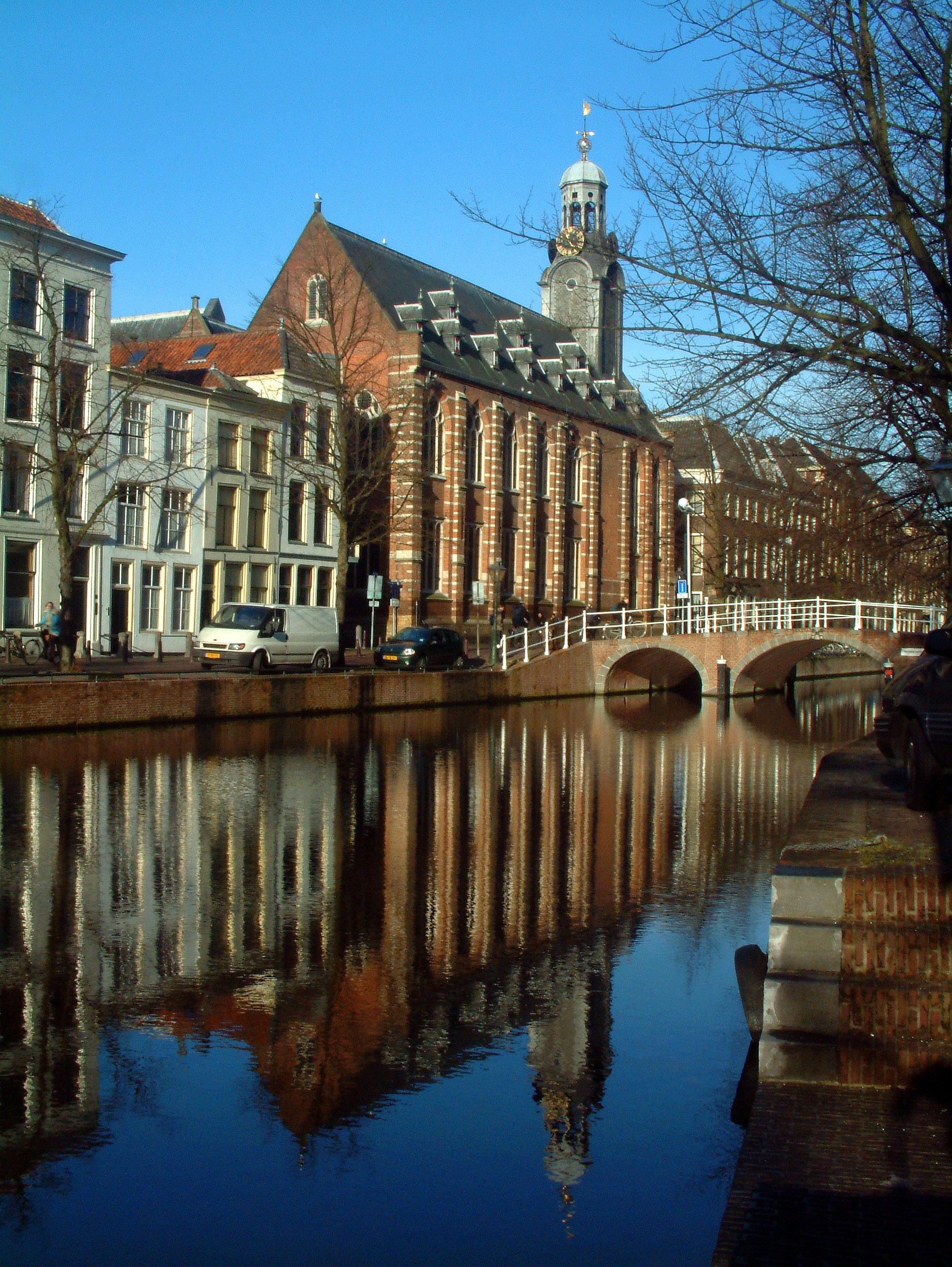
Jeden z zabytkowych budynków Uniwersytetu Lejdejskiego

Lejdejska uczelnia nie posiada centralnego kampusu; jej budynki są rozsiane po całym mieście. Niektóre, na przykład Gravensteen (obecnie siedziba centralnej administracji studenckiej), są zabytkowe, a inne (Lipsius, Gorlaeus) wybudowano niedawno. Uniwersytet jest podzielony na dziewięć wydziałów oferujących około 50 programów licencjackich i ponad 100 magisterskich i doktoranckich, w tym:

- matematyka i nauki przyrodnicze
- filozofia i teologia
- prawo i nauki humanistyczne
- archeologia
- nauki społeczne i behawioralne
- medycyna
- informatyka
- sztuka.

Wydział Sztuki powstał jako współpraca uniwersytetu z Konserwatorium Królewskim i Królewską Akademią Sztuk w Hadze. Uniwersytet nigdy nie posiadał wydziałów ekonomii, zarządzania ani biznesu ze względu na tradycje, niemniej jednak w 2002 powstała przy nim Szkoła Zarządzania, oferująca sześć programów MBA.

## Podstawowe statystyki
| Rok  | Miejsce w Światowych Rankingach Uniwersyteckich QS (Zmiana) | Miejsce w Akademickim Rankingu Uniwersytetów Świata (Zmiana) |
| ---- | ----------------------------------------------------------- | ------------------------------------------------------------ |
| 2003 | 78                                                          | 78                                                           |
| 2004 | 131 ( 53)                                                   | 63 ( 15)                                                     |
| 2005 | 138 ( 7)                                                    | 63                                                           |
| 2006 | 90 ( 48)                                                    | 72 ( 9)                                                      |
| 2007 | 84 ( 6)                                                     | 71 ( 1)                                                      |
| 2008 | 64 ( 20)                                                    | 76 ( 5)                                                      |
| 2009 | 60 ( 4)                                                     | 72 ( 4)                                                      |
| 2010 | 82 ( 22)                                                    | 70 ( 2)                                                      |
| 2011 | 88 ( 6)                                                     | 65 ( 5)                                                      |
| 2012 | 75 ( 13)                                                    | 73 ( 8)                                                      |
| 2013 | 64 ( 9)                                                     | 74 ( 1)                                                      |

## Znani absolwenci i profesorowie
- John Quincy Adams
- Jacobus Arminius
- Beatrycze
- Herman Boerhaave
- Frits Bolkestein
- Thomas Browne
- Carolus Clusius
- Edsger Dijkstra
- Paul Ehrenfest
- Franciscus Gomarus(inne języki)
- Hamengkubuwono IX(inne języki)
- Hugo Grocjusz
- Johan Huizinga
- Frederik Kortlandt
- Juliana
- Justus Lipsius
- Jan Oort
- Archibald Pitcairne
- Joseph Scaliger
- Jaap de Hoop Scheffer
- Willem de Sitter
- Willebrord Snell
- Johan Rudolph Thorbecke
- Nikolaas Tinbergen
- Paul Verhoeven
- Wilhelm I Orański
- Wilhelm-Aleksander
- Johan de Witt
- Stanisław Lubieniecki

## Laureaci Nagrody Nobla związani z uniwersytetem

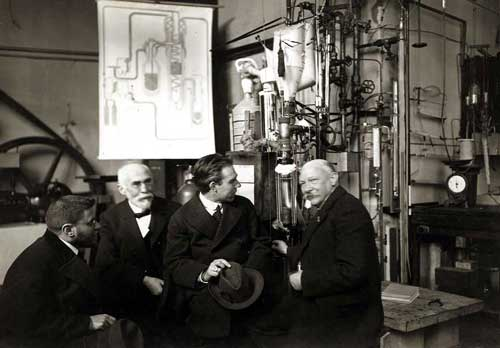
Wybitni badacze: Ehrenfest, Lorentz, Bohr i Kamerlingh-Onnes

- Jacobus van ’t Hoff – laureat pierwszej Nagrody Nobla w dziedzinie chemii w 1901
- Hendrik Antoon Lorentz – laureat Nagrody Nobla w dziedzinie fizyki w 1902 razem z Pieterem Zeemanem
- Pieter Zeeman – laureat Nagrody Nobla w dziedzinie fizyki w 1902 za zjawisko Zeemana
- Johannes Diderik van der Waals – laureat Nagrody Nobla w dziedzinie fizyki w 1910 za badania równania stanu gazów i cieczy rzeczywistych
- Tobias Asser – laureat Pokojowej Nagrody Nobla w 1911
- Heike Kamerlingh-Onnes – laureat Nagrody Nobla w dziedzinie fizyki w 1913 za badania właściwości substancji w najniższych temperaturach i skroplenie helu[7]
- Albert Einstein – laureat Nagrody Nobla w dziedzinie fizyki w 1921 za wyjaśnienie efektu fotoelektrycznego
- Willem Einthoven – laureat Nagrody Nobla w dziedzinie fizjologii w 1924
- Albert Szent-Györgyi – laureat Nagrody Nobla w dziedzinie medycyny w 1937
- Enrico Fermi – laureat Nagrody Nobla w dziedzinie fizyki w 1938 za wytworzenie w reakcjach z neutronami nowych pierwiastków promieniotwórczych[8]
- Gerrit Jan van Heuven Goedhart(inne języki) – wysoki komisarz Narodów Zjednoczonych do spraw uchodźców odznaczony Pokojową Nagrodą Nobla w 1954
- Igor Tamm – laureat Nagrody Nobla w dziedzinie fizyki w 1958 za odkrycie i interpretację promieniowania Czerenkowa[9]
- Jan Tinbergen – laureat pierwszej w historii Nagrody Banku Szwecji im. Alfreda Nobla w dziedzinie ekonomii w 1969 za wkład w rozwój ekonometrii
- Nikolaas Tinbergen – laureat Nagrody Nobla z dziedziny fizjologii lub medycyny (wraz z von Frischem i Lorenzem) w 1973 za odkrycia dotyczące etologii społeczeństw zwierzęcych
- Tjalling Koopmans – laureat Nagrody Banku Szwecji im. Alfreda Nobla w dziedzinie ekonomii w 1975
- Nicolaas Bloembergen – laureat Nagrody Nobla w dziedzinie fizyki w 1981 za wkład do rozwoju mikroskopii laserowej i elektronowej wysokiej rozdzielczości

## Galeria zdjęć

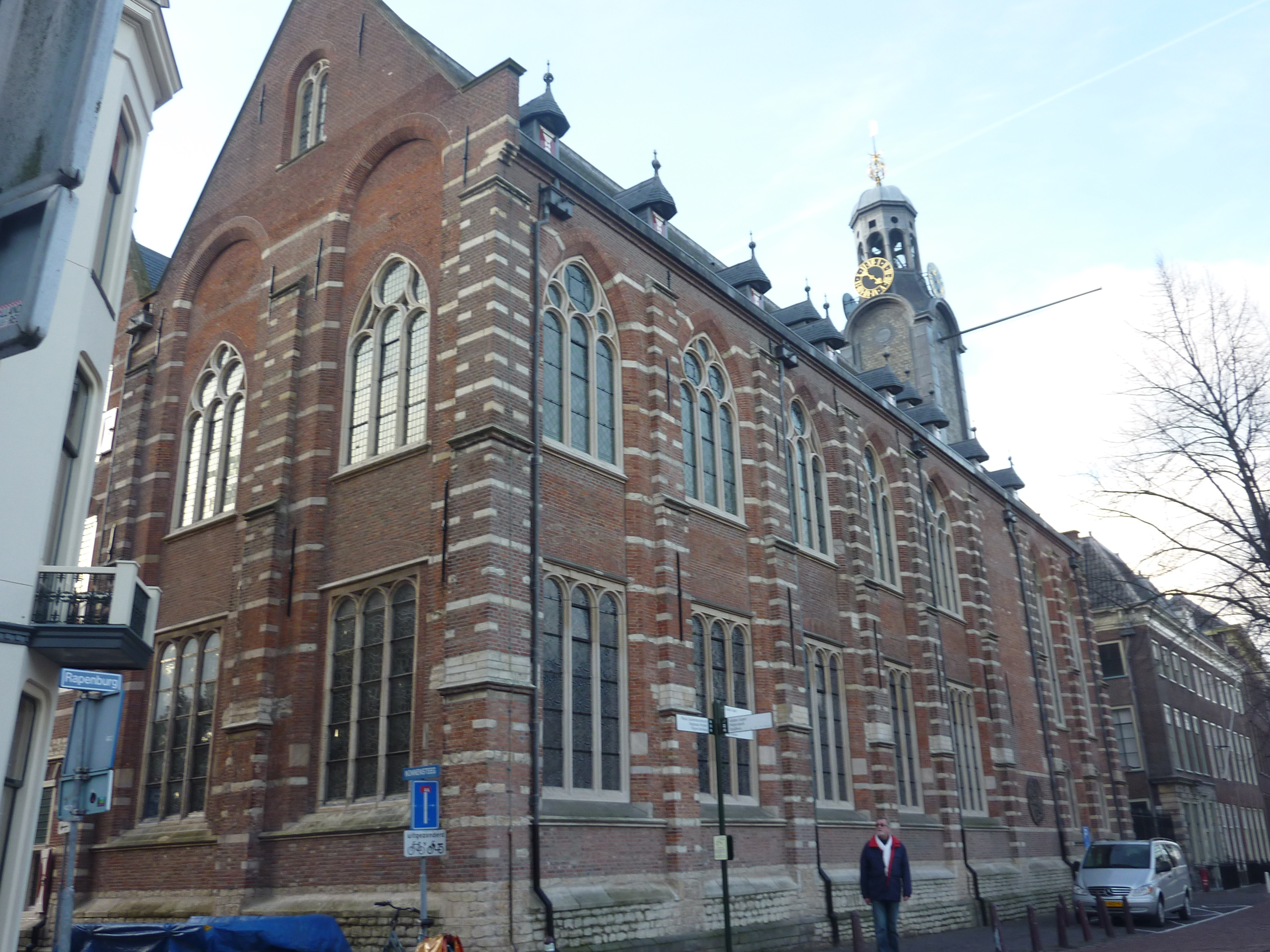
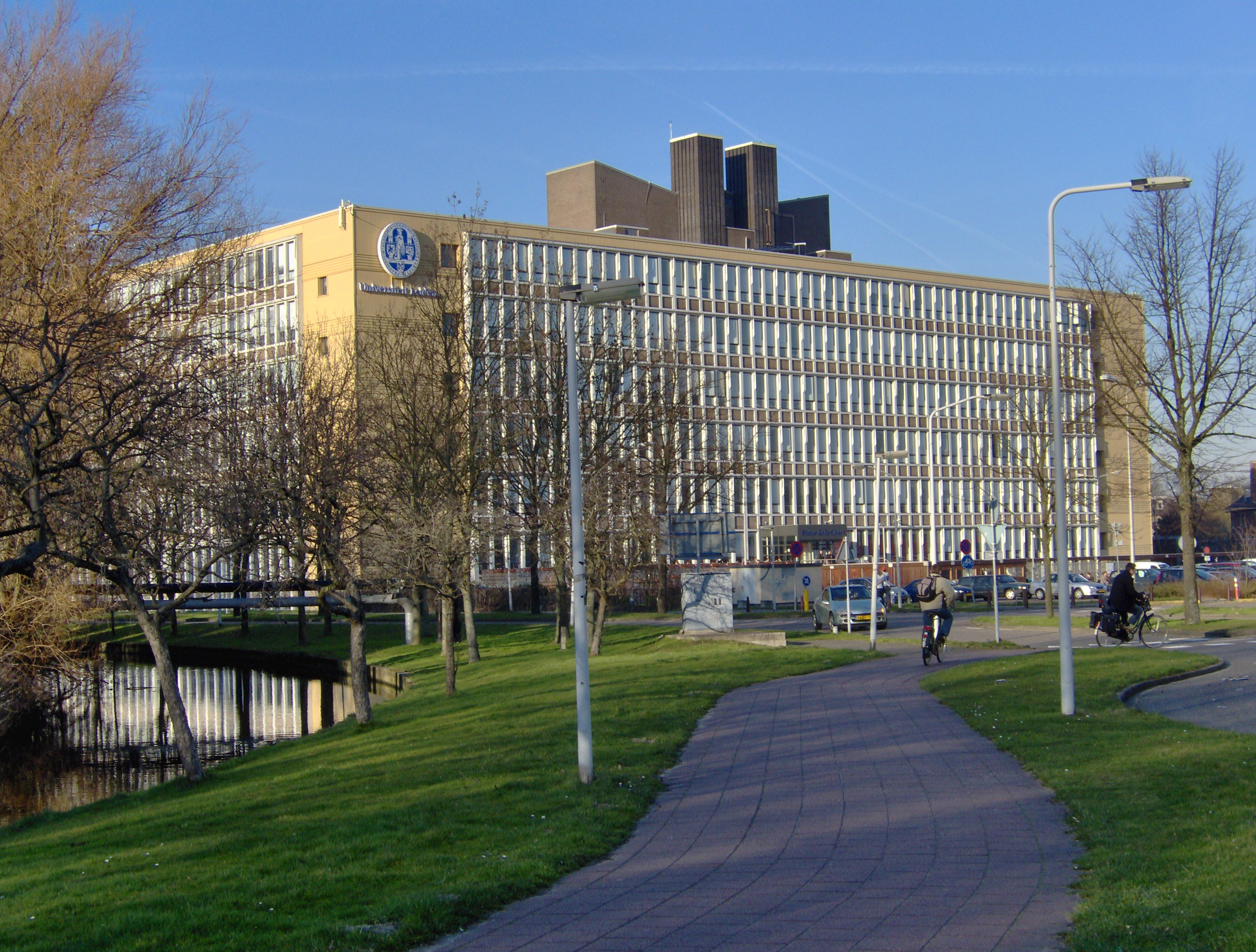
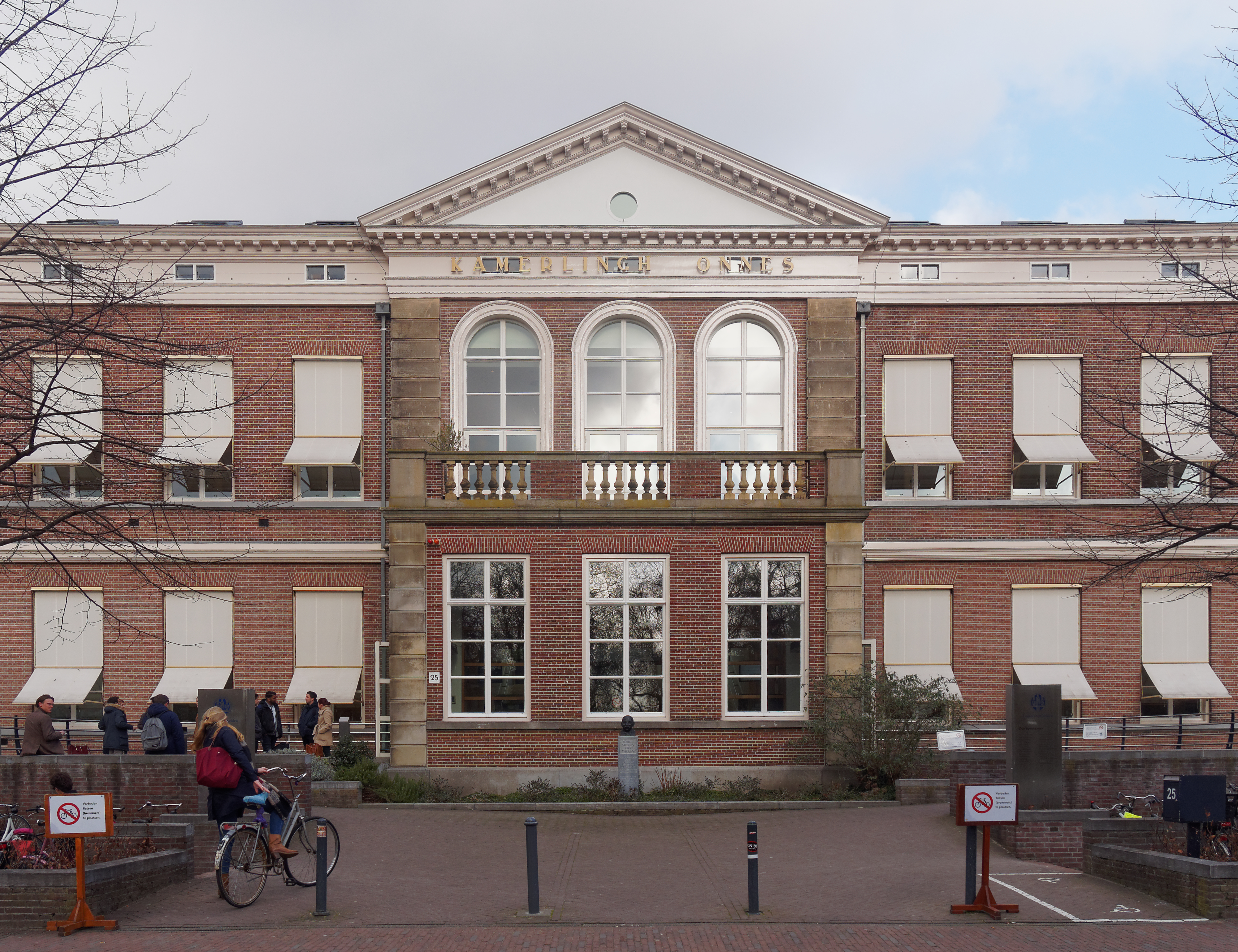
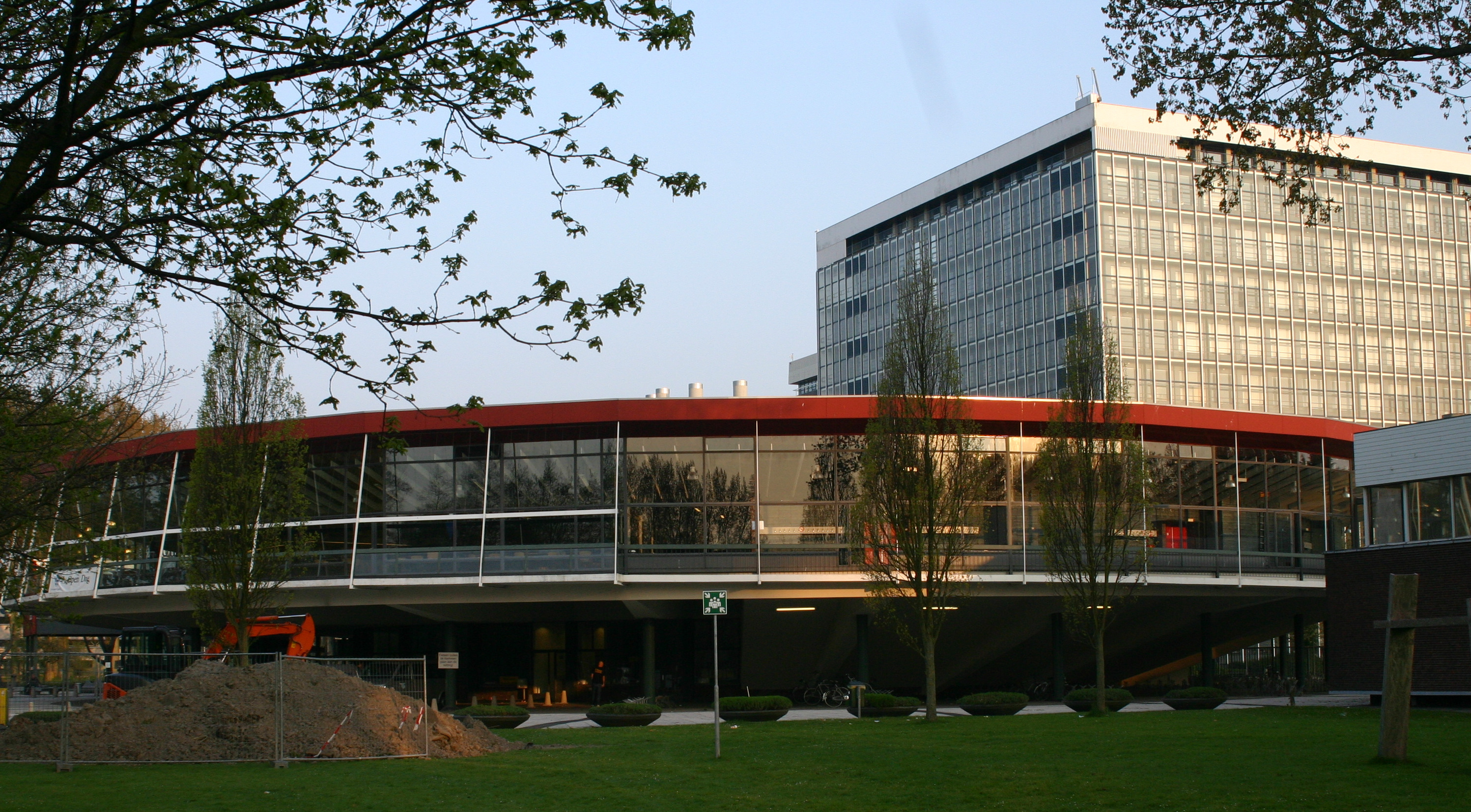
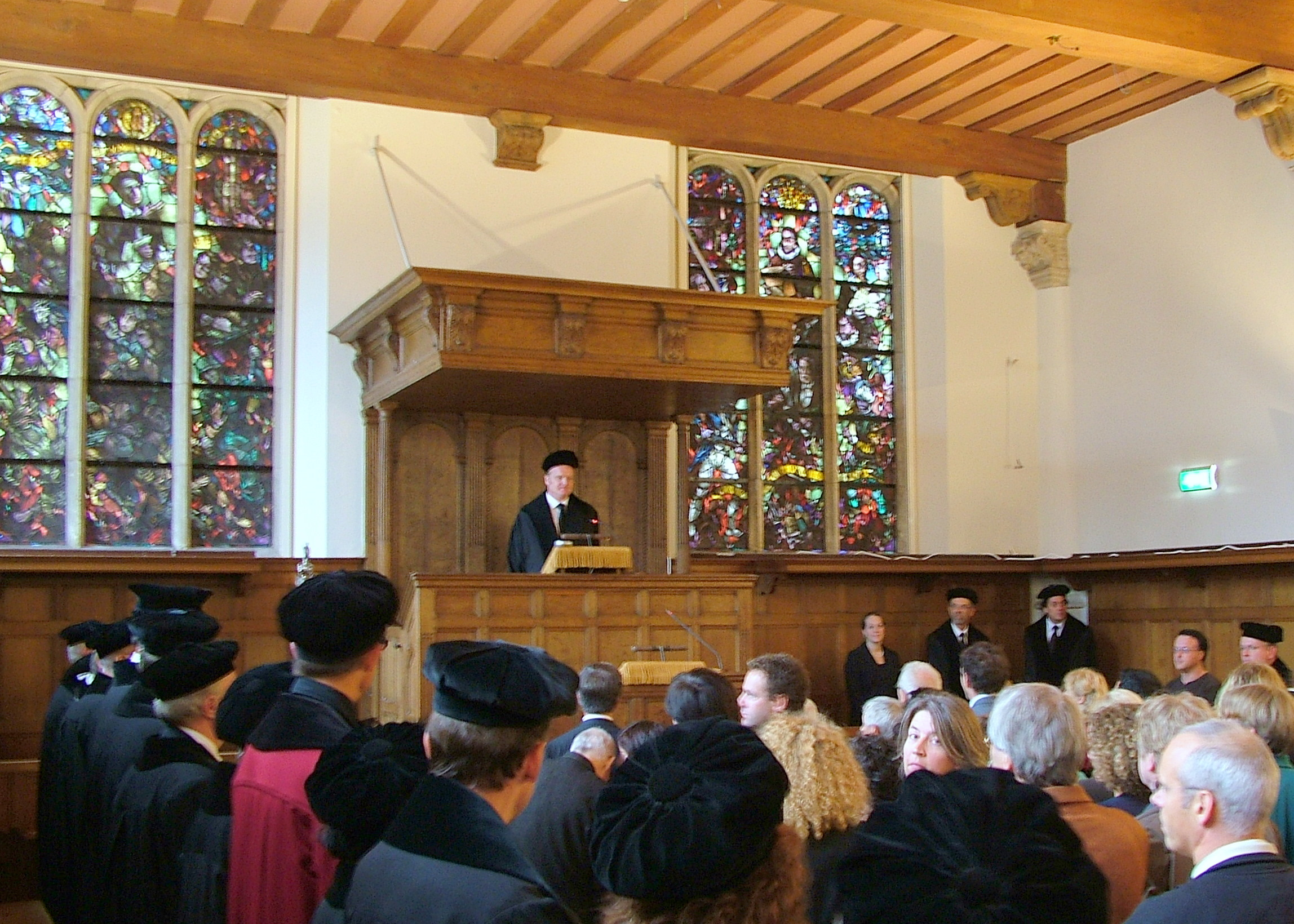
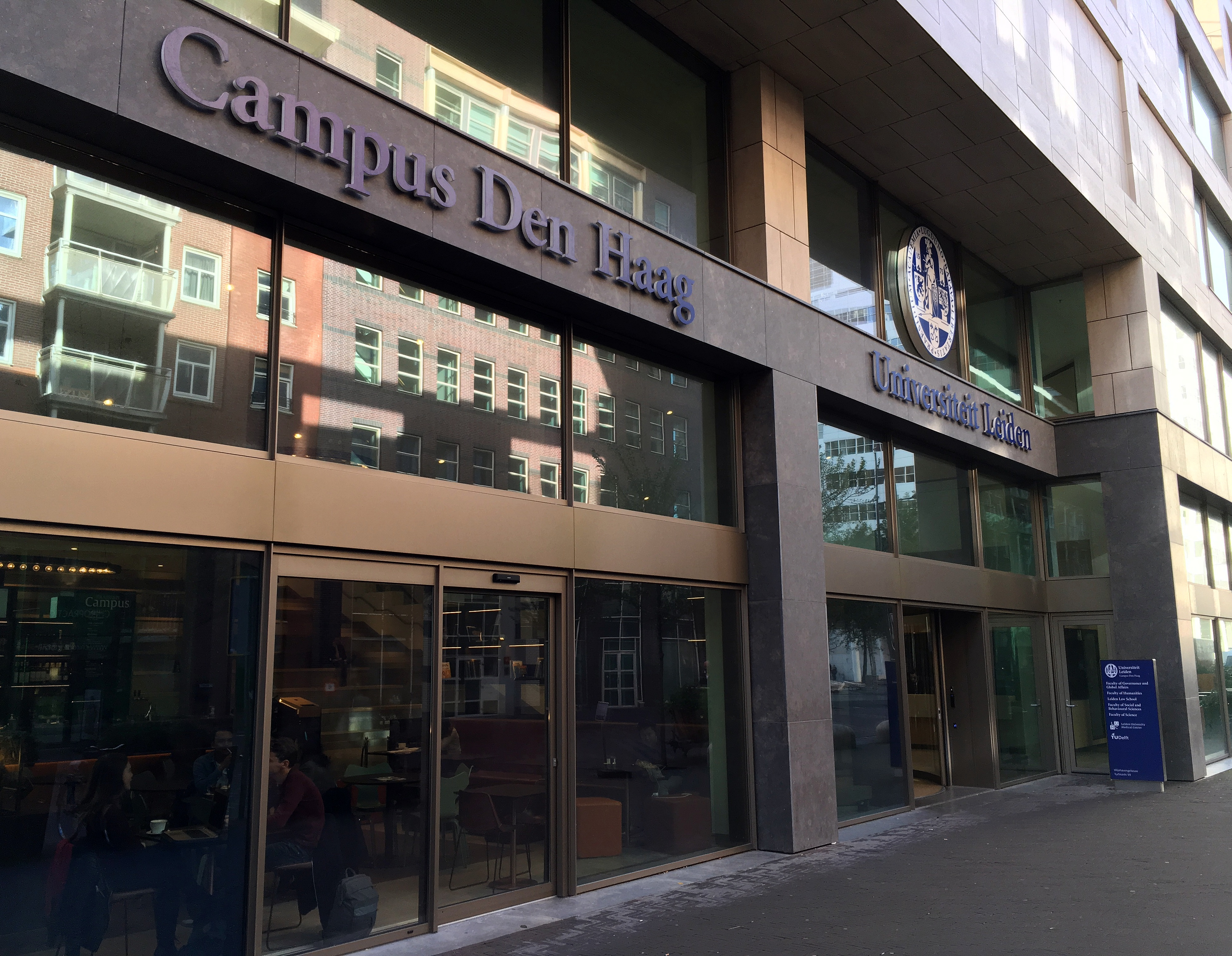
Kampus Wijnhaven w Hadze.
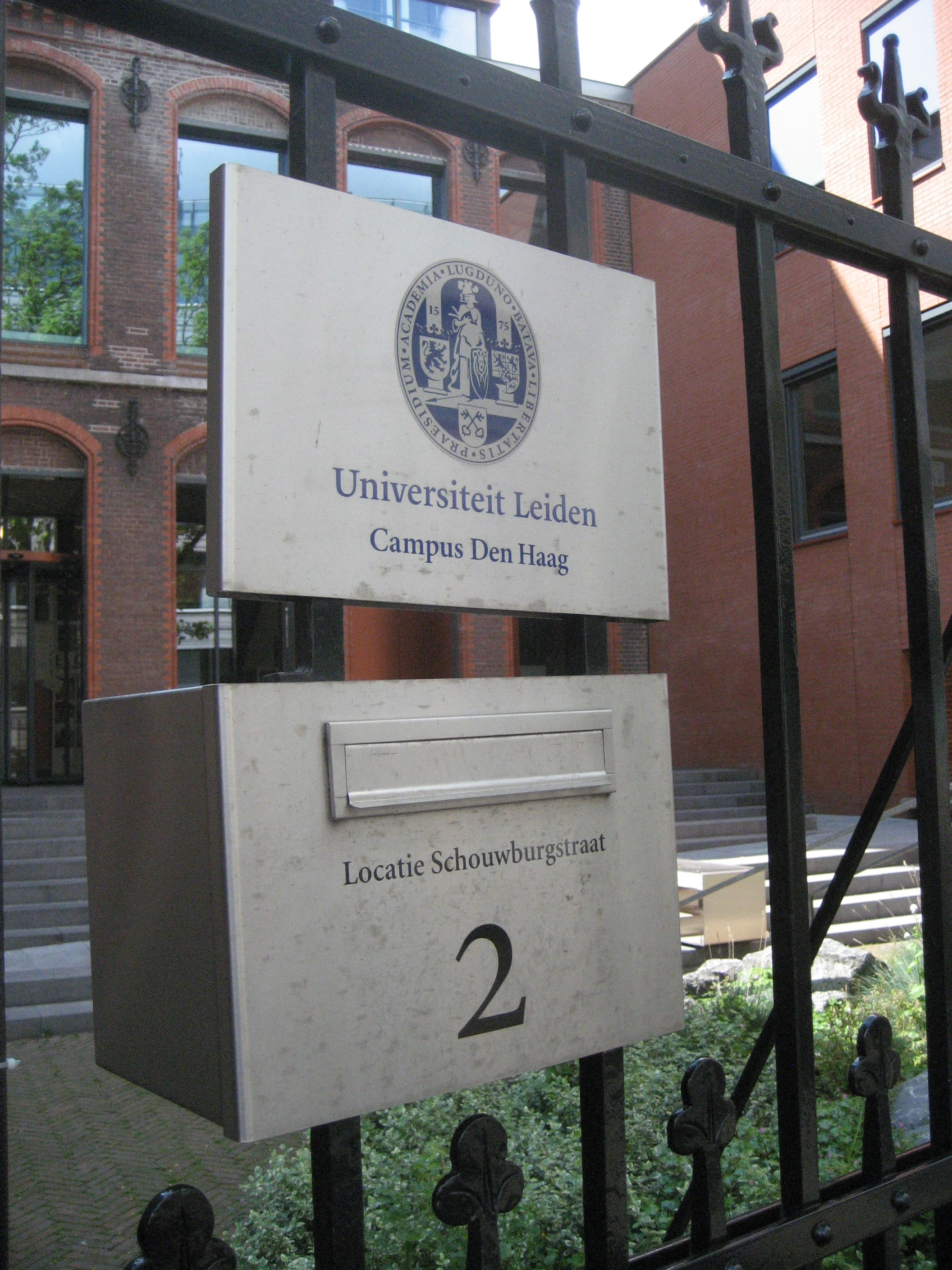
Kampus w Hadze przy ulicy Schouwburgstraat.
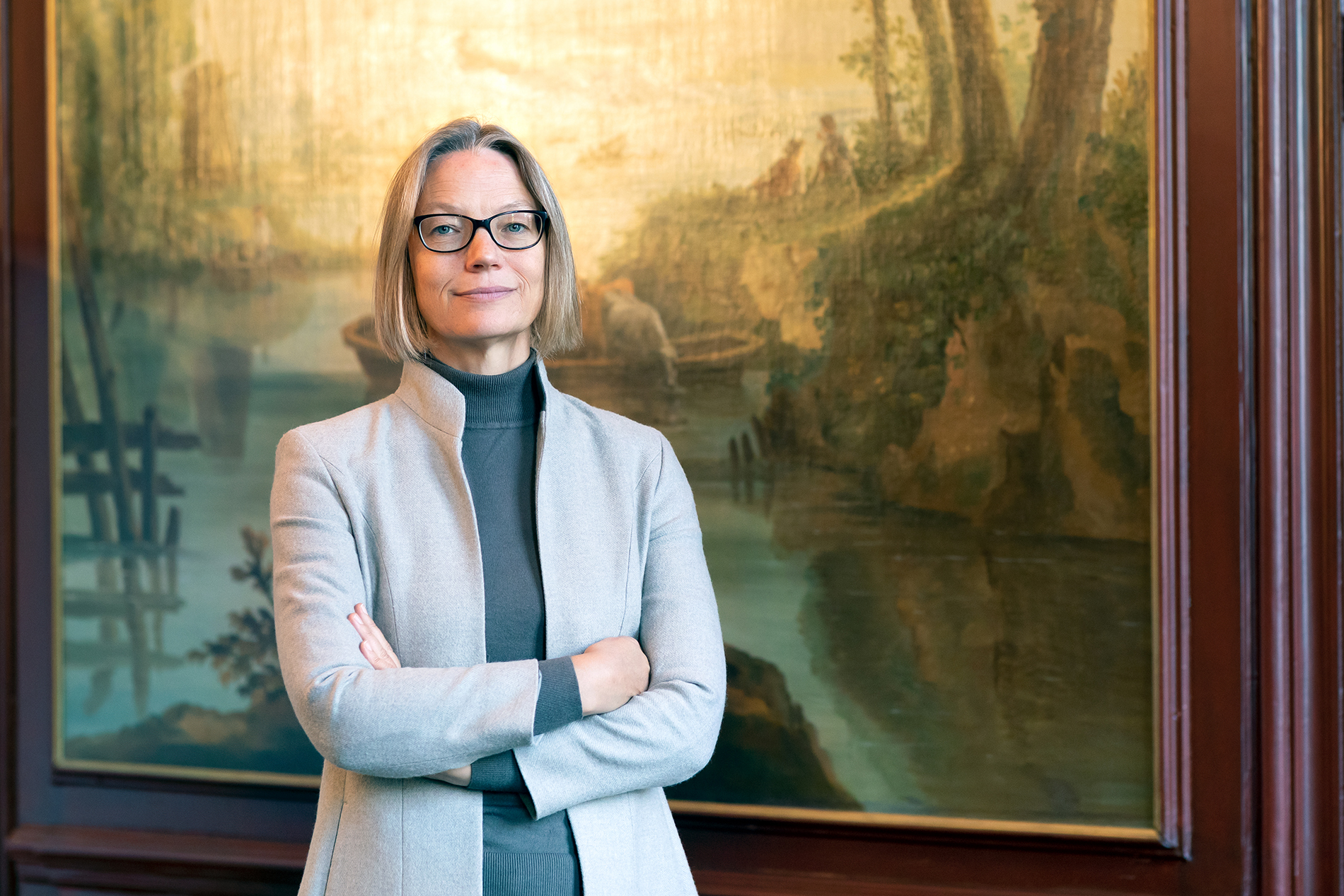
Hester Bijl, rector magnificus Uniwersytetu w Lejdzie.